# Замок Міко
Замок Міко (рум. Castelul Mikó, угор. Mikó-vár) — замок у Румінії, в місті М'єркуря-Чук. Одна з найвизначніших пам'яток міста, в якій знаходиться етнографічний музей, присвячений спадщині секеї. Замок є історичною пам'яткою архітектури Румунії.

## Історія
Замок зводити почали 26 квітня 1623  року. Замок було збудований у 1630-х роках. Названий на честь його власника Ференца Міко (1585-1635). Замок має у довжину 75 м. та 70 м. у ширину.

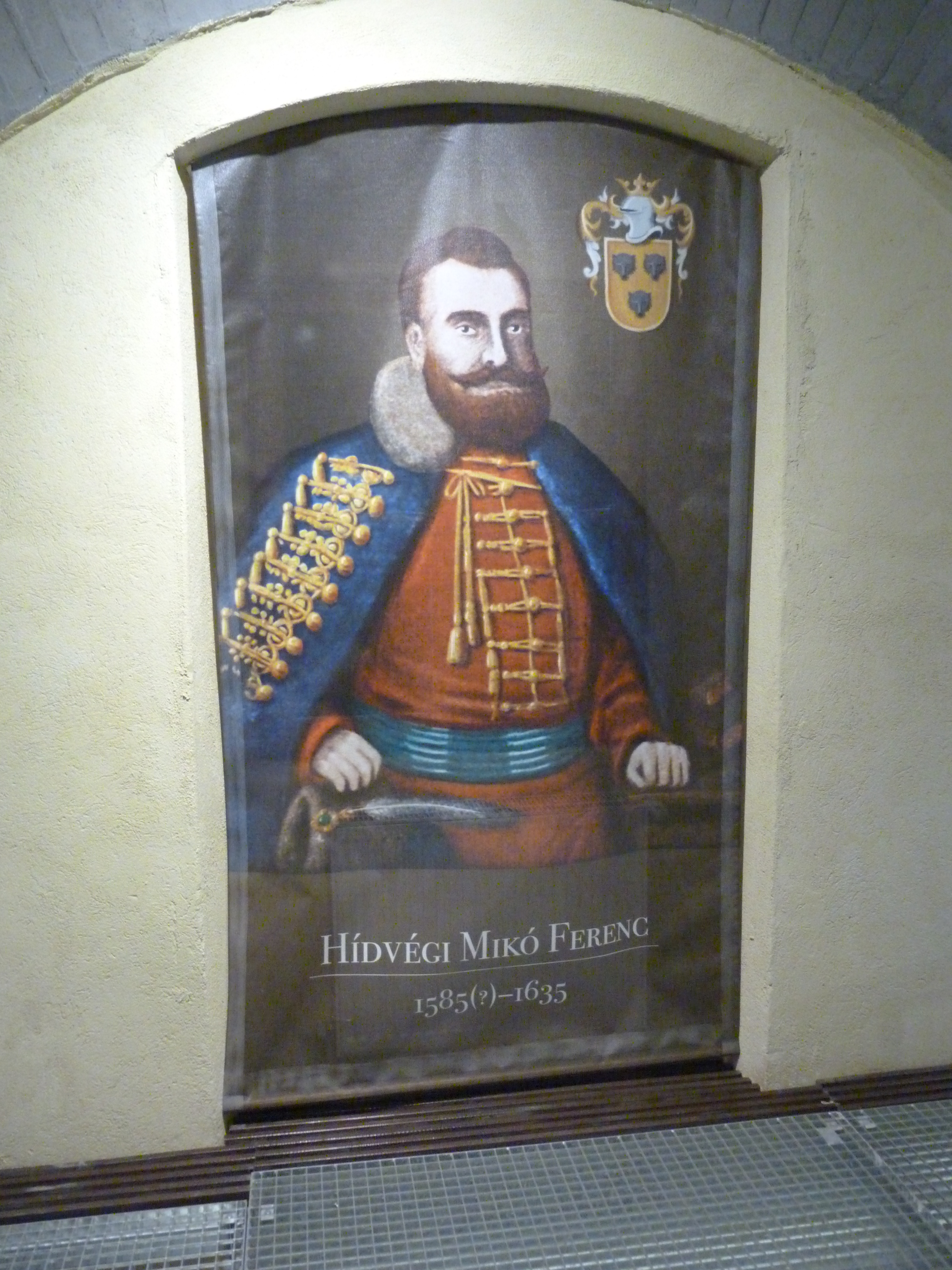
Ференц Міко

Перша письмова згадка про замок датована 1631 роком. Після смерті Ференца Міко замок прийшов у володіння Томаша Дамокоша, верховного судді міста. 
21 жовтня 1661 турецькі війська на чолі з Алі, пашою Тимішоари, захопили та зруйнували замок. У 1714-1716 роках, за наказом Габсбургів, замок був відновлений, про що свідчить напис над в'їзною брамою. 
Під час відновлення замку, австрійці побудували чотири бастіони в італійському стилі, залишки яких є з південного боку замку. З південно-західного боку було збудовано пороховий льох. У південному бастіоні збудовано було каплицю. Укріплений замок відігравав важливу захисну роль на східному кордоні імперії Габсбургів.
У 1735 році австрійський інженер та полковник Йоганн Конрад Вайс склав план замку. Це найстаріший зі збережених планів замку. 
З середини 20-го століття, будівля замку використовувалася військовими. Була казарою для австро-угорської армії з 1764. З 1764 по 1848 рік. 
У 1970 році, після реконструкції замку, музей М'єркуря-Чук, який був створений в 1930 році, переїхав у замок Міко. У замок також була перенесена частина Бібліотеки округу. 

## Світлини замку

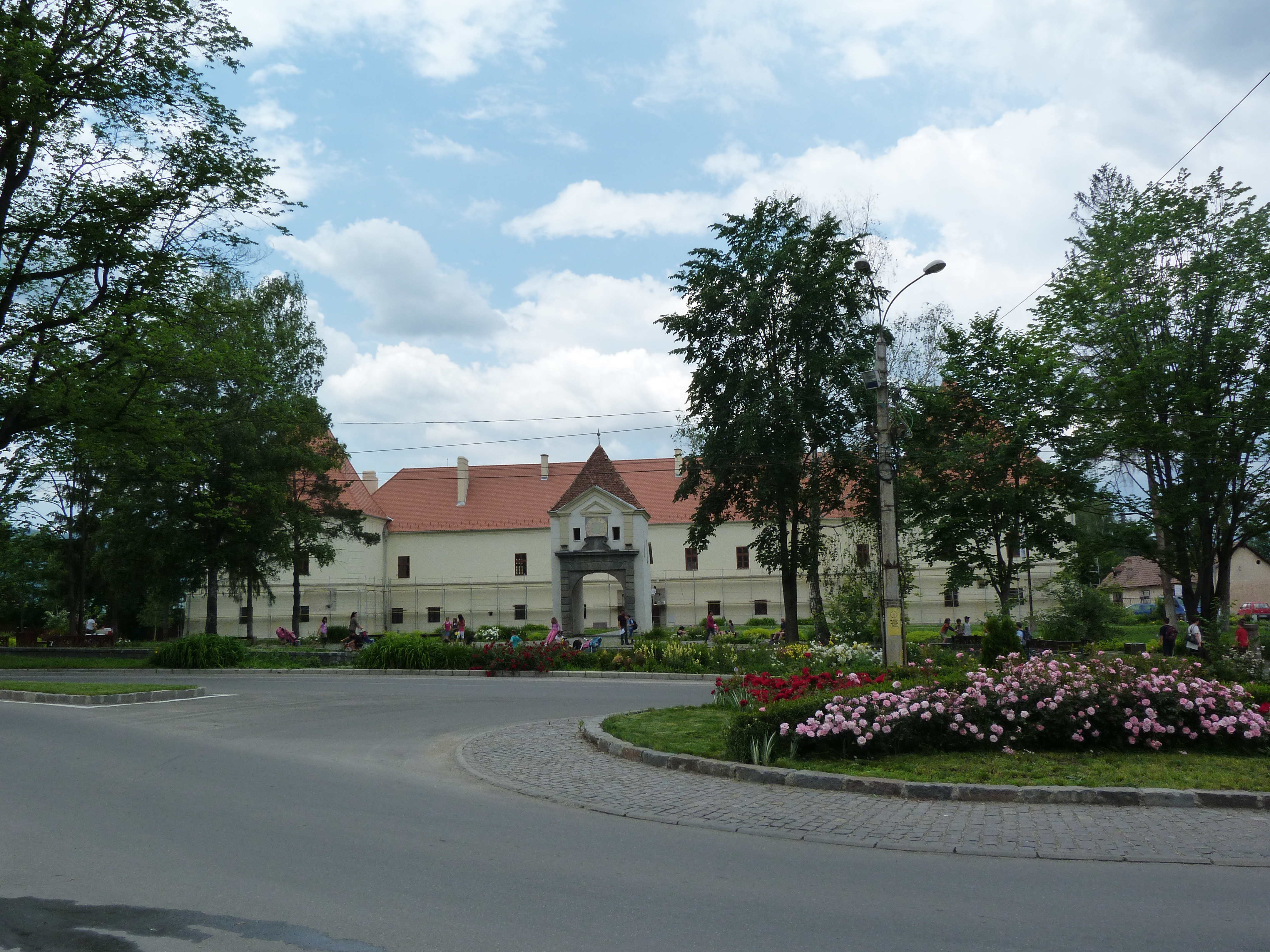
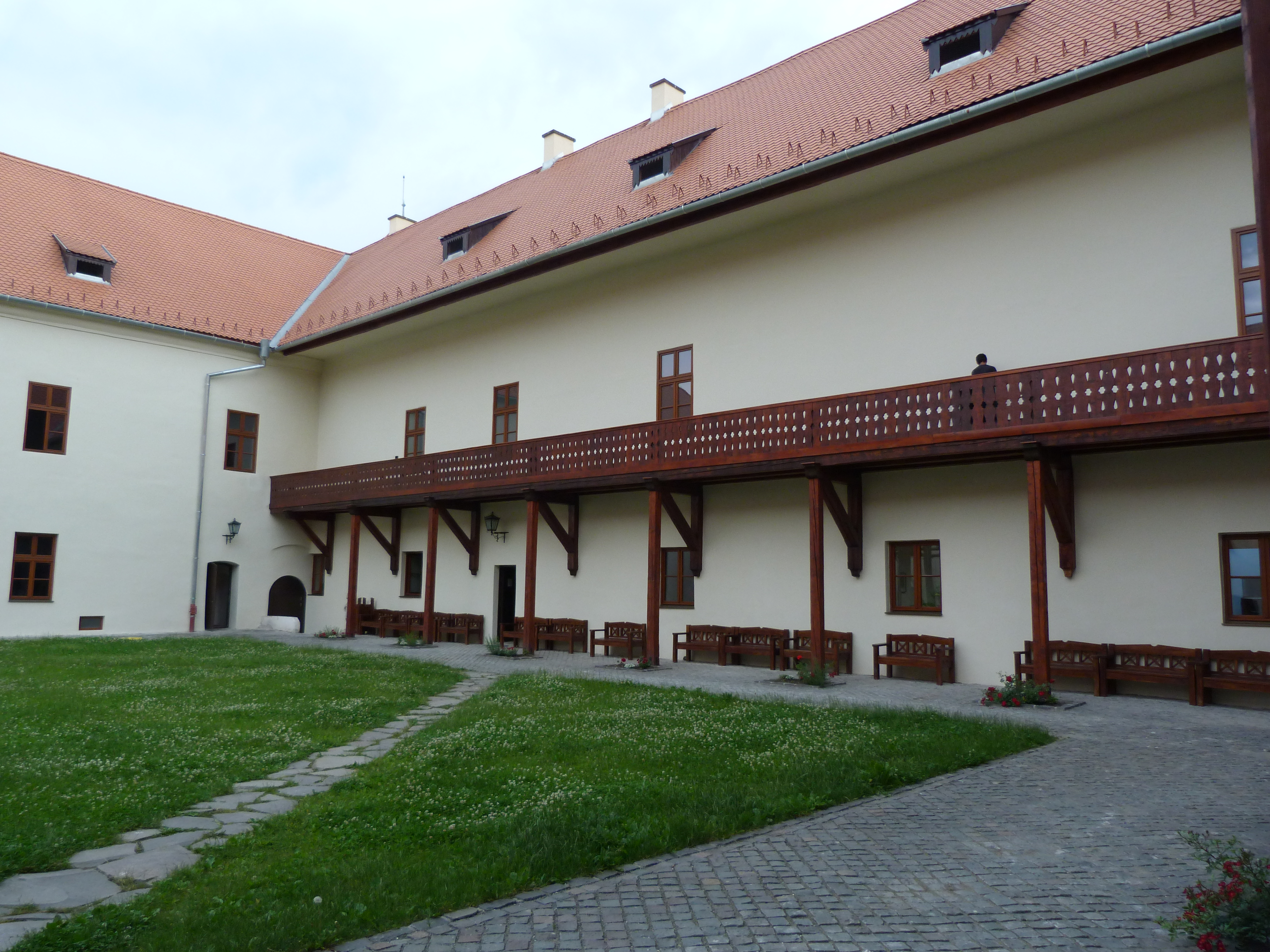
Внутрішнє подвір'я замку
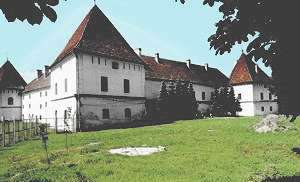
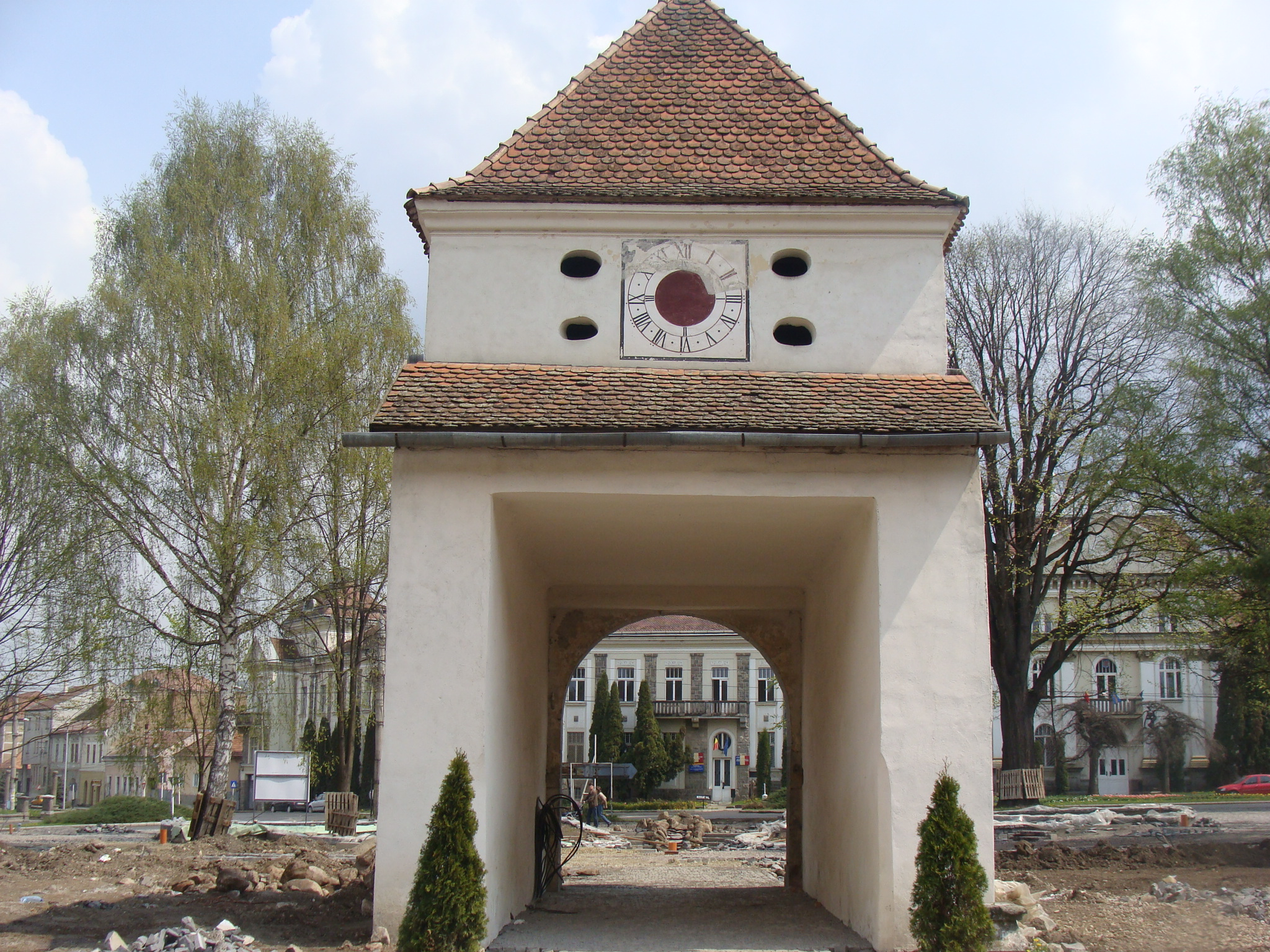
В'їзна брама
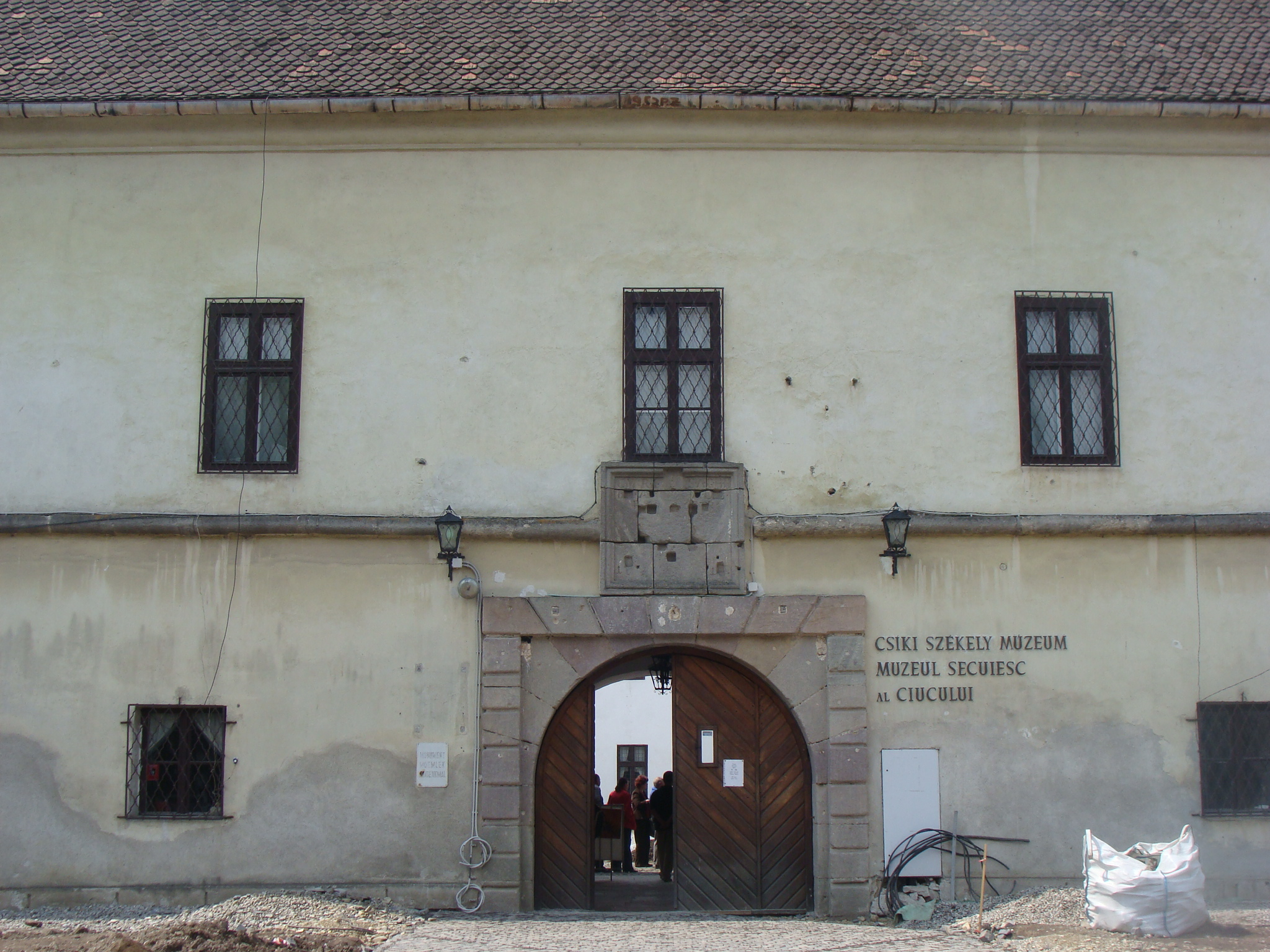
Вхід у музей
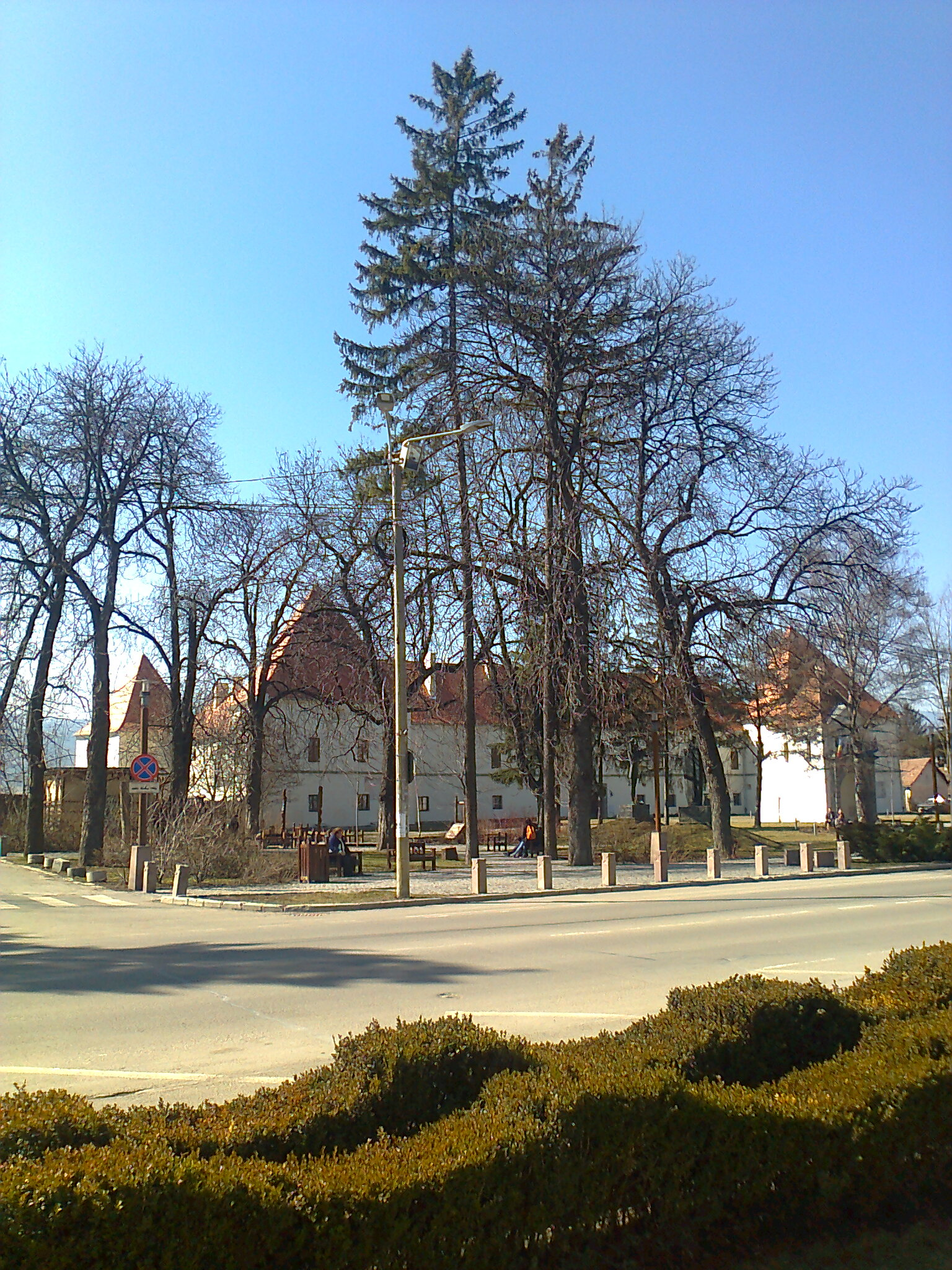
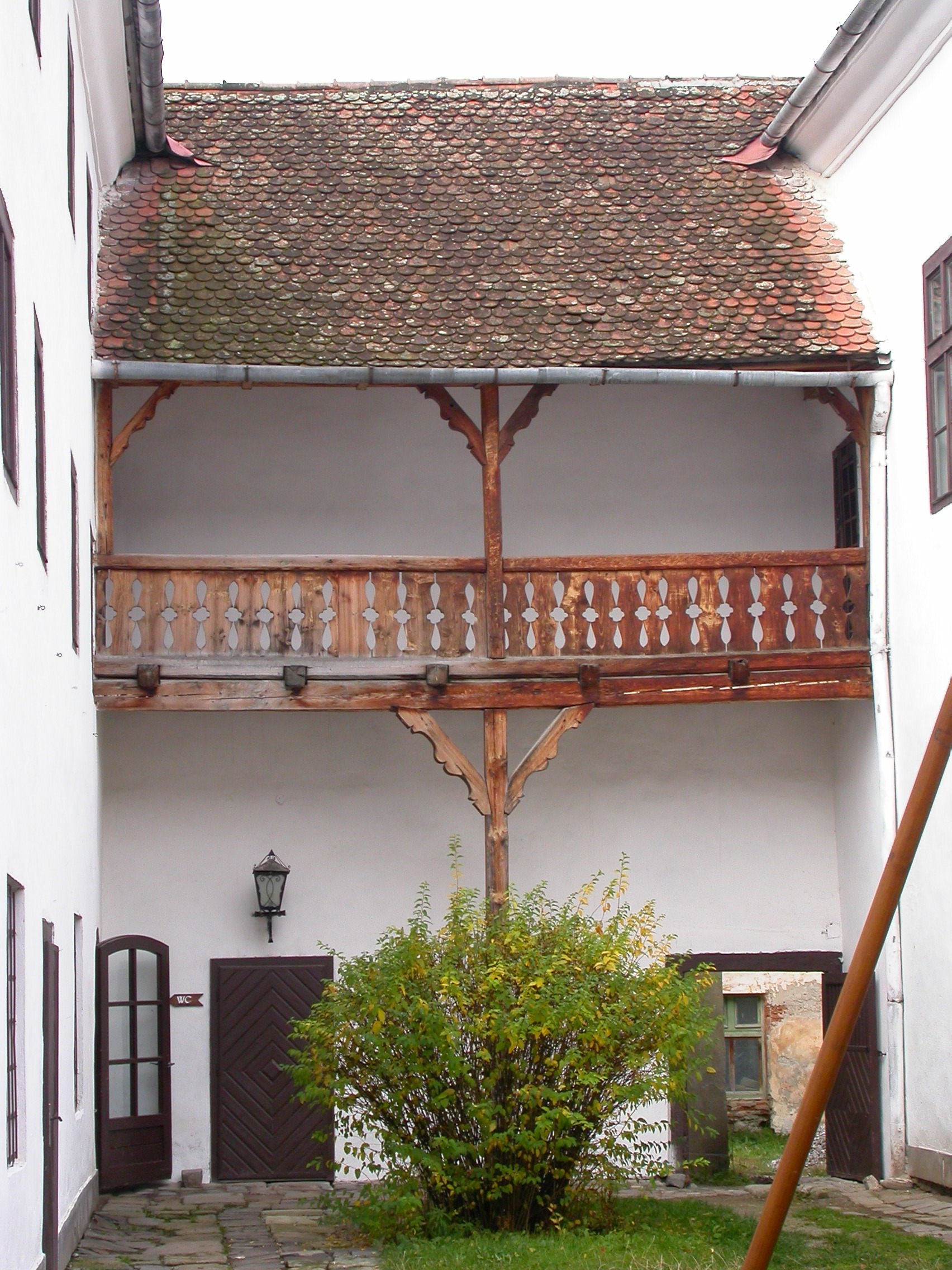